# تازة كند قرة ناز
تازة كند قرة ناز هي قرية في مقاطعة مراغة، إيران. عدد سكان هذه القرية هو 195 في سنة 2006.